# Robert Desnos
Robert Desnos (París, 4 de juliol de 1900 - 8 de juny de 1945) va ser un poeta surrealista francès.

## Biografia
Nascut a París, els primers poemes de Desnos es van publicar el 1917 en La Tribune des Jeunes. El 1919 va conèixer el poeta Benjamin Péret, el qual el va introduir en el grup dadaista a París i li va presentar André Breton. Mentre treballava com a columnista del diari Paris-Soir, Desnos es va convertir en un membre actiu del grup surrealista i va desenvolupar un talent especial per a l'escriptura automàtica.
Encara que Breton el va elogiar en el seu Manifest du Surréalisme (1924) dient que era el "profeta del moviment", Desnos va seguir amb el seu treball com a periodista. La seva incredulitat pel surrealisme així com la seva relació amb els polítics comunistes va provocar discrepàncies entre Desnos i Breton. El 1926 va escriure The Night of Loveless Nights, poema líric sobre la solitud, escrit amb un estil clàssic, més semblant al de Baudelaire que al de Breton. Es va enamorar de la cantant Yvonne George, però els seguidors d'Yvonne van fer que es convertís en un amor impossible. Va escriure diversos poemes dedicats a la seva amant, entre aquests la col·lecció La liberté ou l'amour! (1927).
El 1929, Breton va condemnar definitivament Desnos, ja que s'havia unit a la revista Documents de Georges Bataille i havia estat un dels signants d'Un Cadavre, escrit que atacava Breton.
La seva carrera a la ràdio va començar el 1932 amb un espectacle dedicat a Fantomas. Durant aquesta època, es va fer amic de Picasso, Hemingway, Artaud i John Dos Passos, i va publicar diverses crítiques sobre jazz i cinema alhora que augmentava la seva participació en assumptes polítics.
Durant la Segona Guerra Mundial, Desnos va ser un membre actiu de la Resistència francesa publicant sovint sota pseudònim, i va ser detingut per la Gestapo el 22 de febrer de 1944.
Va ser deportat a Auschwitz, Buchenwald, Flossenbürg i finalment a Térézin, a Txecoslovàquia, el 1945. Allà va morir de tifus setmanes abans que el camp fora alliberat. Està enterrat al cementiri de Montparnasse.

## Obres
- Rrose Sélavy (1922-1923)
- Le pélican
- Langage cuit (1923)
- Deuil pour deuil (1924)
- La Liberté ou l'Amour (1927)
- Les Ténèbres (1927)
- Corps et biens (1930)
- Sans cou (1934)
- Fortunes (1942)
- État de veille (1943)
- Le Vin est tiré (1943)
- Contrée (1944)
- Le Bain avec Andromède (1944)
- Chantefables et chantefleurs (1970), pòstuma
- Destinée arbitraire (1975), pòstuma
- Nouvelles-Hébrides et autres textes (1978), pòstuma